# 安特里姆
安特里姆（英語：Antrim）是位於英國北愛爾蘭內湖北岸的一个镇，人口约两万，安特里姆是安特里姆郡的行政中心。

## 外部連結
- Antrim Community Website
- Antrim live （页面存档备份，存于）
- Antrim Borough Council
- Antrim MMA